# Coupe des nations de rink hockey 1978
Navigation
Coupe des nations 1976 Coupe des nations 1980
La Coupe des nations de rink hockey 1978 est la 47e édition de la compétition. La coupe se déroule durant le mois de mars 1978 à Montreux.

## Déroulement
La compétition se compose d'un championnat à 6 équipes.

## Résultats
|   | Equipe      | Pts | J | V | E | D | BM | BE | DB  |
| - | ----------- | --- | - | - | - | - | -- | -- | --- |
| 1 | Espagne     | 10  | 5 | 5 | 0 | 0 | 28 | 5  | 23  |
| 2 | Portugal    | 8   | 5 | 4 | 0 | 1 | 18 | 6  | 12  |
| 3 | Allemagne   | 5   | 5 | 2 | 1 | 2 | 17 | 14 | 3   |
| 4 | Pays-Bas    | 4   | 5 | 1 | 2 | 2 | 12 | 20 | -8  |
| 5 | Italie      | 3   | 5 | 1 | 1 | 3 | 20 | 22 | -2  |
| 6 | Montreux HC | 0   | 5 | 0 | 0 | 5 | 8  | 34 | -26 |

|             | Allemagne | Espagne | Portugal | Pays-Bas | Italie |  |
| ----------- | --------- | ------- | -------- | -------- | ------ |  |
| Allemagne   |           |         |          |          |        |  |
| Espagne     | 3-0       |         |          |          |        |  |
| Portugal    | 1-0       | 0-4     |          |          |        |  |
| Pays-Bas    | 5-7       | 3-4     | 1-6      |          |        |  |
| Italie      | 3-3       | 1-10    | 1-3      | 3-3      |        |  |
| Montreux HC | 2-7       | 1-7     | 0-8      | 2-8      | 1-4    |  |

## Classement final
| Classement | Équipe      |
| ---------- | ----------- |
|            | Espagne     |
|            | Portugal    |
|            | Allemagne   |
| 4          | Pays-Bas    |
| 5          | Italie      |
| 6          | Montreux HC |

| Vainqueur du tournoi de Montreux 1978 |
| ------------------------------------- |
| Espagne 10°                           |